# Księstwo mazowieckie
     Ziemia Bolesława IV (Księstwo mazowieckie obejmujące Mazowsze, wschodnie Kujawy)

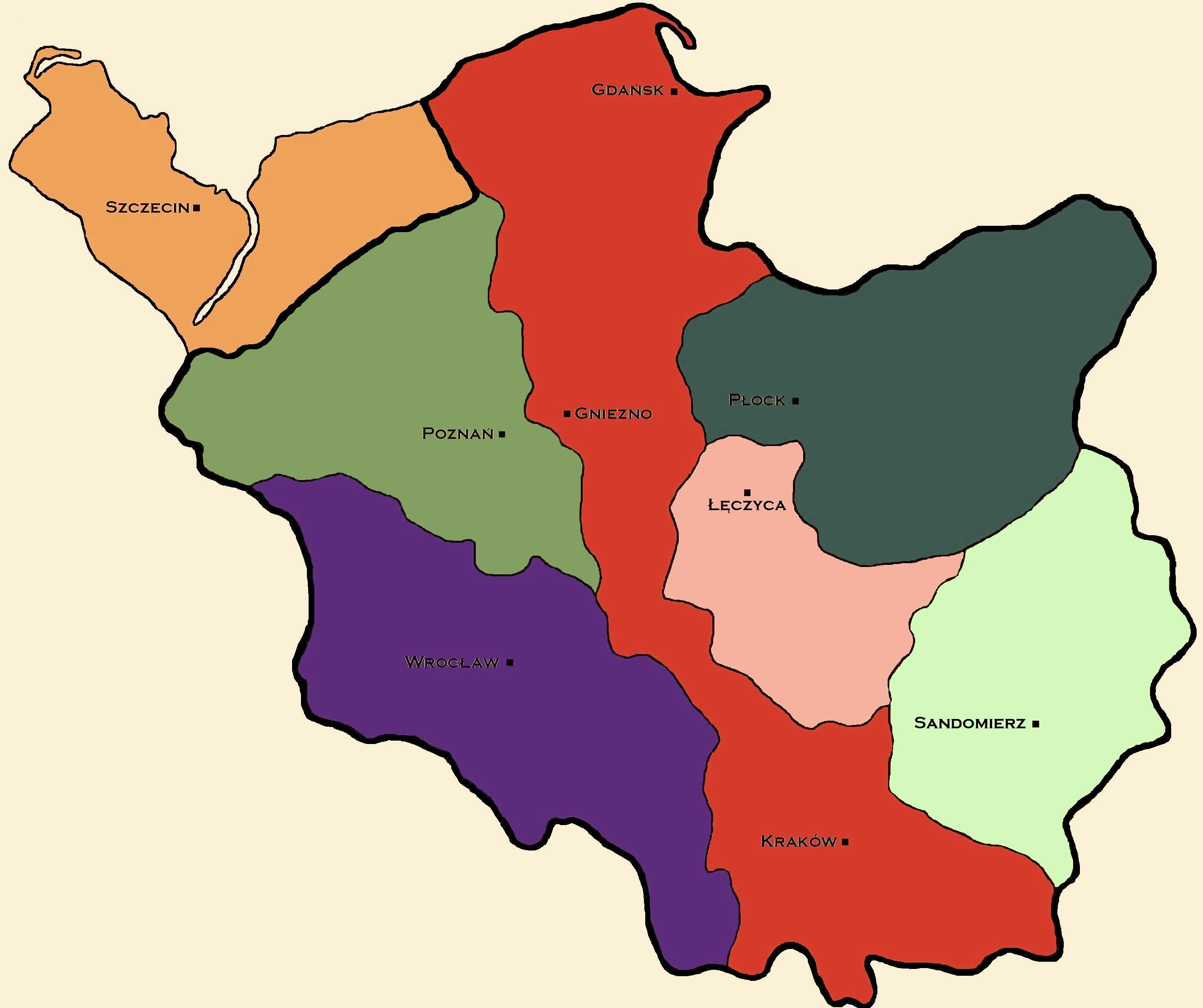
Dzielnice polskie w 1138 roku
Ziemia Bolesława IV (Księstwo mazowieckie obejmujące Mazowsze, wschodnie Kujawy)

Księstwo mazowieckie (łac. Ducatus Masoviae) – księstwo dzielnicowe państwa polskiego utworzone w wyniku rozbicia dzielnicowego.

## Historia

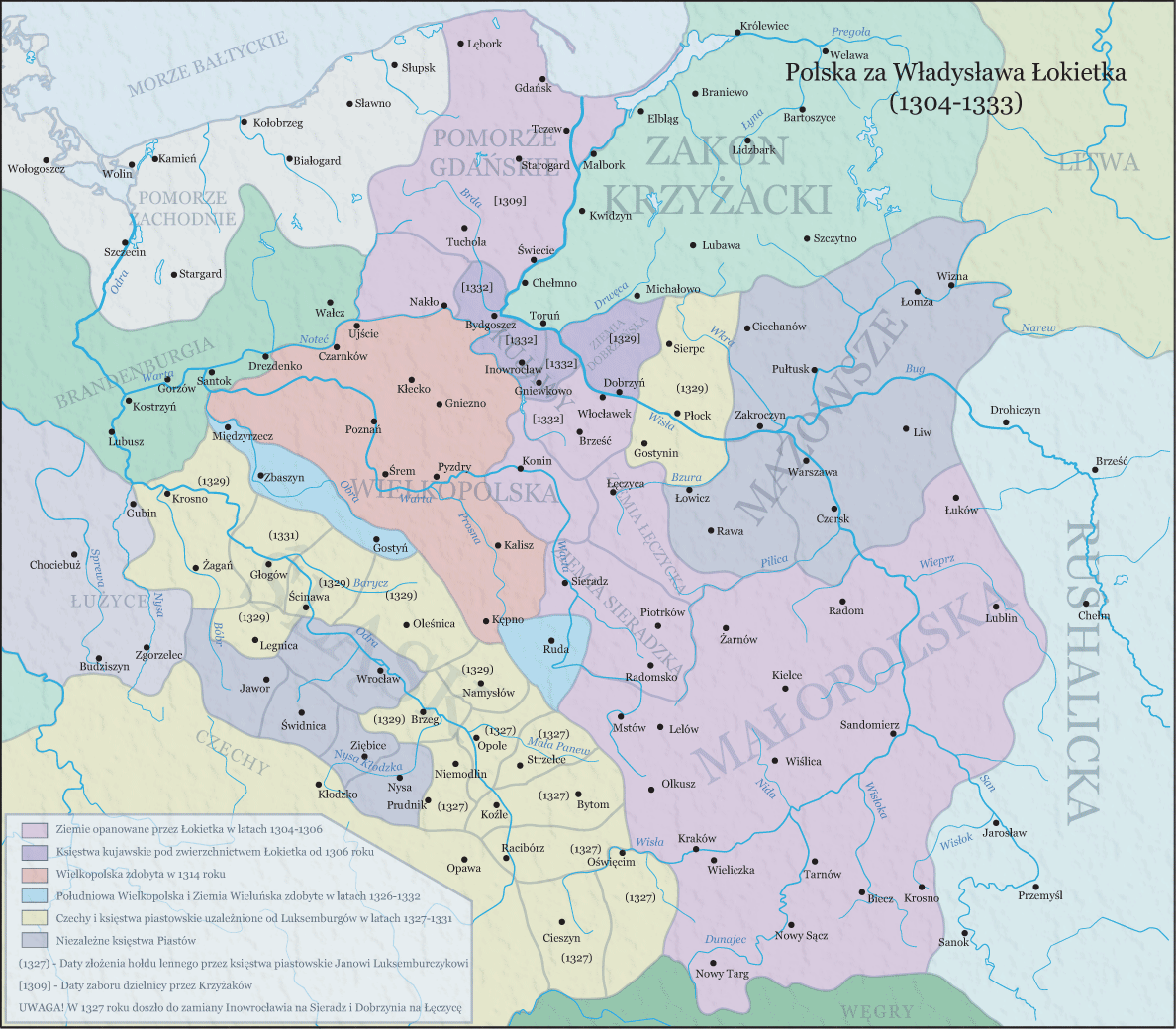
Polska w latach 1304–1333

Powstało na mocy testamentu Bolesława Krzywoustego, który w 1138 podzielił Polskę na dzielnice. Dzielnica mazowiecka została nadana Bolesławowi Kędzierzawemu. Początkowo uznawała zwierzchnictwo Krakowa, lecz zmieniło się to za panowania Konrada mazowieckiego, który uniezależnił Mazowsze i Kujawy od Krakowa, ale również przyłączył nowe ziemie. Za panowania tzw. Henryków śląskich w południowej i zachodniej a formalnie w całej Polsce, księstwo mazowieckie było jednym z trzech terytoriów polskich, niezależnych od siebie (obok państwa Henryków śląskich i Pomorza Gdańskiego).
W 1226 Konrad sprowadził Krzyżaków na ziemię chełmińską, którą oddał im w dzierżawę. Zrobił to, by pomogli mu w pokonaniu Prusów i przyłączeniu ich ziemi do jego księstwa. Jednak zakonnicy postanowili utworzyć tu własne państwo zakonne (poprzednio próbowali utworzyć je na Węgrzech, lecz zostali wypędzeni przez tamtejszego króla) i tak też uczynili.
W 1320 w Krakowie koronował się na króla Polski Władysław Łokietek (książę kujawski, pomorski, wielkopolski, krakowski, sandomierski, łęczycki i sieradzki).
Mazowsze było księstwem piastowskim i znajdowało się w orbicie wpływów czeskich, krzyżackich, polskich i litewskich.
W 1321 książę płocki Wacław płocki zawarł przymierze z zakonem krzyżackim, w trakcie wojny w 1326 roku, 2 stycznia 1326 w Brodnicy przystąpili do sojuszu antypolskiego jego bracia Siemowit II (książę rawski) i Trojden I (książę czerski, warszawski i liwski). Spowodowało to w 1327 roku najazd wojsk Władysława Łokietka na Płock i Gostynin oraz Litwinów od wschodu.

W związku z wyniszczeniem księstwa najazdami w 1329 Wacław płocki złożył hołd lenny Janowi Luksemburskiemu jako królowi Polski i Czech. W tym samym roku, w wyniku przegranej wojny z Zakonem, pozostali dwaj książęta mazowieccy zobowiązali się nie wspierać w żaden sposób króla Polski Władysława Łokietka.
W 1351, w wyniku zbrojnej interwencji po bezpotomnej śmierci księcia płockiego Bolesława III, Kazimierz Wielki włączył większą część ziemi płockiej do Królestwa Polskiego. Zmusił też do hołdu lennego książąt czersko-warszawskich Siemowita III i Kazimierza I warszawskiego. Po śmierci księcia Kazimierza w 1355 hołd z całego Mazowsza złożył królowi polskiemu Siemowit III, w zamian za co otrzymał z powrotem Płock i Zapilicze.
W latach 1351–1526 księstwo było lennem Polski i zostało ostatecznie przez Polskę wcielone w 1526, po śmierci ostatniego władcy, Janusza III jako województwo mazowieckie.
Mimo że stolica księstwa była w różnym czasie w Czersku, Płocku i w Warszawie, książęta urzędowali też często na zamku w Łomży.

## Tytulatura
Królowie elekcyjni zachowywali tytuł Księcia Mazowieckiego. Na przykład Jan II Kazimierz Waza tytułował się Rex Poloniae, Magnus Dux Litvaniae, Russiae, Prussiae, Masoviae, Samogitiae, Livoniae, Smolensciae, Czerniechoviaque, ete. czyli Król Polski, Wielki Xiążę Litewski, Ruski, Pruski, Mazowiecki, Samogocki, Liwoński, Smoleński i Czernichowski.